# 막남몽골
막남몽골(漠南蒙古)은 몽골족의 사서, 역사적인 칭호로 대막(고비 사막) 이남의 몽골 지역을 가리킨다. 남부 몽골과는 다소 다른 의미로 쓰이며 막북(몽골고원)에 대비되는 의미로 쓰인다. 1911년 이후의 중국 내몽골 자치구, 주로 후룬베이얼시와 서투 지역 및 그 주변 지역을 칭하는 용어로도 사용된다. 쿠빌라이 카안이 대남송 원정 기지를 세운 곳이고, 후대의 알탄 칸이 자신의 근거지로 삼던 영역과 중복된다.

## 같이 보기
- 막북 고원